# Valentino Degani
Valentino Degani (né le 14 février 1905 à Badia Polesine et mort 6 novembre 1974) est un footballeur italien des années 1920 et 1930.

## Biographie
Valentino Degani évolue comme gardien de but. Il fait son premier match professionnel le 1er février 1925 contre Brescia Calcio (1-0). Il fait partie des joueurs sélectionnés pour les JO 1928 avec l'Italie, mais il ne joue aucun match. Néanmoins, il remporte la médaille de bronze. Il joue pour trois clubs (Inter Milan, Trévise et Ambrosiana), remportant une Serie A en 1930.

## Clubs
- 1924-1925 : Inter Milan
- 1925-1926 : Foot Ball Club Treviso
- 1926-1928 : Inter Milan
- 1928-1932 : Ambrosiana
- 1932-1937 : Ambrosiana-Inter

## Palmarès
- Jeux olympiques de 1928
  -  Médaille de bronze
- Coupe Mitropa
  - Finaliste en 1933
- Championnat d'Italie de football

- - Champion en 1930
  - Vice-champion en 1933, en 1934 et en 1935